# Miomantis kibweziana
Miomantis kibweziana es una especie de mantis de la familia Mantidae.

## Distribución geográfica
Se encuentra en Kenia, Tanzania, Ruwenzori y  Transvaal (Sudáfrica).